# União EC
União EC is een Braziliaanse voetbalclub uit Rondonópolis in de staat Mato Grosso. Op nationaal niveau wordt de club ook wel União Rondonópolis genoemd.

## Geschiedenis
De club werd in 1973 opgericht. In 2010 werd de club staatskampioen. 

## Erelijst
Campeonato Mato-Grossense
2010
Copa FMF
2017, 2021